# Celebeské moře
Celebeské moře (malajsky Laut Sulawesi) je moře v Tichém oceánu. Nachází se jižně od Suluského moře a ostrova Mindanao (Filipíny), západně od Sangihských ostrovů, severně od Celebesu a východně od Kalimantanu v Indonésii. Moře má tvar velké pánve a sahá do hloubky 6200 m. Od severu k jihu je dlouhé 837 km a od západu k východu 837 km a jeho celková plocha je 280 000 km². Nacházejí se tam silné mořské proudy a aktivní vulkanické ostrovy.

## Piráti Celebeského moře
Celebeské moře je mezinárodně proslulé kvůli pirátům, kteří tam okrádají nejen malé rybářské lodě, ale i obrovské kontejnerové lodě. V dnešní době tito piráti používají nejmodernější zbraně a výbavu jako radar a GPS navigaci a jezdí na vysokorychlostních motorových člunech.